# Svenska Mästerskapet 1896
Il Campionato svedese di calcio 1896 (svedese: Svenska Mästerskapet i Fotbol 1896) è stato la 1ª edizione del torneo. È stata vinta dal Örgryte.

## Partecipanti
| Club             | Città    | Stagione precedente |
| ---------------- | -------- | ------------------- |
| Idrottens Vänner | Göteborg | Esordiente          |
| Örgryte          | Göteborg | Esordiente          |

## Tabellino
| Helsingborg 8 agosto 1896, ore CEST | Örgryte | 3 – 0 | Idrottens Vänner | Ollympia (0 spett.) |